# Kola
Kola (znanstveno ime Cola) je rod okoli 125 vrst visokih dreves iz družine slezenovk, ki rastejo zlasti v Afriki.

## Opis
Drevesa so visoka 10–20 metrov. Imajo usnjate liste, ki so steblu razvrščeni izmenjujoče in so eliptični ali podolgasti. Listi so dolgi do 20 cm ter široki do 10 cm. Drevo vso leto cveti, cvetovi so beli do rumenkasti. Cvetovi poženejo iz poganjka neposredno iz debla, iz njih pa po oploditvi nastanejo ovalni petkraki plodovi, ki tehtajo tudi več kot 15 kg. V vsakem plodovem kraku je nekaj semen – v plodu se skupaj nahaja do 10 semen. 

## Razprostranjenost
Drevesa iz rodu kola prvotno izhajajo iz tropskih gozdov zahodne Afrike, danes pa jih gojijo povsod v tropih. Glavne pridelovalke so Brazilija, Nigerija in Vzhodnoindijski otoki.

## Uporaba
Izvlečki iz semen kole so se uporabljali pri izdelavi kokakole, kar je dalo pijači tudi ime, rastlina pa je tako postala bolj poznana po svetu. Danes se uporabljajo umetne arome, še vedno pa nekateri proizvajalci osvežilnih pijač uporabljajo naravne izvlečke. 
Plodovi imajo grenek okus ter vsebujejo kofein. Plemena zahodne Afrike zato že od nekdaj uporabljajo semena kole za žvečenje, pogosto v obredih. Žvečenje semen zmanjša lakoto. 
Kofein, ki ga plodovi vsebujejo, deluje tudi bronhodilatorno, zato se rastlina uporablja tudi pri blaženju kašlja in simptomv astme. V farmaciji predstavlja drogo oluščeno seme.
Domačini v Afriki semena, dokler so sveža, žvečijo in jih imenujejo guru-guru; žvečenje jim nadomešča alkohol, daje jim moč ob telesnih naporih, služi jim kot denar, kot poročno darilo, kot amulet in kot darilni prispevek bogovom.